# Новосёлки (Потейковский сельсовет)
Новосёлки (бел. Навасёлкі) — деревня в Копыльском районе Минской области Беларуси. Входит в состав Потейковского сельсовета.

## География
Ближайшие населённые пункты Душево, Мысли, Трояново и др.
Пролегает дорога Н-24119.

### Гидрография
Недалеко протекает река Выня.

## История
В 1885 году село бывшее владельческое, дворов 20, жителей 228, церковь православная, ветряная мельница.
В 1908 году в Поцейковской волости Слуцкого уезда Минской области.

## Население

### Численность
- 2009 год — 37 жителей

### Динамика
- 1908 год — 201 жителей (застенок)[2]
- 1999 год — 49 жителей (перепись населения)
- 2009 год — 37 жителей (перепись населения)[2]